# Aida Mohamed
Dans le nom hongrois Mohamed Aida, le nom de famille précède le prénom, mais cet article utilise l’ordre habituel en français Aida Mohamed, où le prénom précède le nom.
Pour les articles homonymes, voir Mohamed.
Aida Mohamed, née le 12 mars 1976 à Budapest, est une fleurettiste hongroise, d'origine syrienne par son père.

## Carrière
Elle remporte sa première médaille mondiale à 17 ans aux Championnats du monde de 1993 à Essen.
Lors des Jeux pour lesquels elle compte cinq participations, son meilleur résultat est une quatrième place au fleuret lors des Jeux olympiques de 2004 à Athènes.
Elle remporte la médaille de bronze individuelle lors des Championnats d'Europe de 2015.
Le 4 juillet 2021, elle est nommée porte-drapeau de la délégation hongroise aux Jeux olympiques d'été de 2020 par le Comité olympique hongrois, conjointement avec le nageur László Cseh.

## Vie privée
Elle est mariée à l'escrimeur canadien Laurie Shong depuis 2005.

## Palmarès

### Championnats du monde
- Médaille d'argent en fleuret individuel aux Championnats du monde de 1993 à Essen
- Médaille de bronze en fleuret par équipes aux Championnats du monde de 1994 à Athènes
- Médaille de bronze en fleuret individuel aux Championnats du monde de 2002 à Lisbonne
- Médaille de bronze en fleuret individuel aux Championnats du monde de 2003 à La Havane
- Médaille de bronze en fleuret individuel aux Championnats du monde de 2006 à Turin
- Médaille de bronze en fleuret individuel aux Championnats du monde de 2007 à Saint-Pétersbourg

### Championnats d'Europe
- Médaille d'or en fleuret par équipes aux Championnats d'Europe de 2007 à Gand
- Médaille d'argent en fleuret individuel aux Championnats d'Europe de 1992 à Lisbonne
- Médaille d'argent en fleuret par équipes aux Championnats d'Europe de 2001 à Coblence
- Médaille de bronze en fleuret individuel aux Championnats d'Europe de 1999 à Bolzano
- Médaille de bronze en fleuret par équipes aux Championnats d'Europe de 2013 à Zagreb

### Universiade
- Médaille d'or en fleuret par équipes à l'Universiade d'été de 1997 à Catane
- Médaille d'argent en fleuret individuel à l'Universiade d'été de 1999 à Palma